# Unione Volley Montecchio Maggiore 2017-2018
Questa voce raccoglie le informazioni riguardanti l'Unione Volley Montecchio Maggiore nelle competizioni ufficiali della stagione 2017-2018.

## Stagione
Nella stagione 2017-18 l'Unione Volley Montecchio Maggiore assume la denominazione sponsorizzata di Sorelle Ramonda Ipag Montecchio.
Partecipa per la prima volta alla Serie A2, dopo aver ottenuto la promozione dalla Serie B1 al termine dell'annata 2016-17; chiude la regular season di campionato al quattordicesimo posto in classifica, non qualificandosi per i play-off promozione.

## Organigramma societario
Area direttiva
- Presidente: Carla Burato

Area tecnica
- Allenatore: Marcello Bertolini
- Allenatore in seconda: Martino Volpini

## Rosa
| N° | Nome             | Ruolo | Data di nascita   | Nazionalità sportiva |
| -- | ---------------- | ----- | ----------------- | -------------------- |
| 1  | Laura Bovo       | C     | 15 maggio 1996    | Italia               |
| 2  | Fabiana Brutti   | C     | 9 aprile 1985     | Italia               |
| 3  | Greta Marcolina  | S     | 7 settembre 1992  | Italia               |
| 4  | Dayana Kosareva  | S     | 24 agosto 1999    | Russia               |
| 6  | Martina Stocco   | P     | 27 gennaio 2000   | Italia               |
| 7  | Marianna Fiocco  | C     | 1º settembre 1994 | Italia               |
| 8  | Giulia Fontana   | L     | 12 agosto 2001    | Italia               |
| 9  | Irene Gomiero    | S     | 23 novembre 1990  | Italia               |
| 10 | Debora Lucchetti | S     | 27 agosto 1990    | Italia               |
| 12 | Ylenia Pericati  | L     | 22 marzo 1994     | Italia               |
| 14 | Beatrice Giroldi | P     | 3 aprile 1995     | Italia               |
| 15 | Alice Pamio      | S     | 15 gennaio 1998   | Italia               |

## Mercato
| Acquisti | Acquisti        | Acquisti        | Acquisti   |
| R.       | Nome            | da              | Modalità   |
| -------- | --------------- | --------------- | ---------- |
| C        | Laura Bovo      | Castel d'Azzano | definitivo |
| S        | Irene Gomiero   | Saint-Raphaël   | definitivo |
| S        | Dayana Kosareva | SAB             | definitivo |
| S        | Alice Pamio     | Pesaro          | definitivo |
| P        | Martina Stocco  | Bruel Bassano   | definitivo |

| Cessioni | Cessioni           | Cessioni          | Cessioni   |
| R.       | Nome               | a                 | Modalità   |
| -------- | ------------------ | ----------------- | ---------- |
| S        | Clara Canton       | Millenium Brescia | definitivo |
| L        | Anna Dalla Vecchia | Xavier            | definitivo |
| C        | Sofia Frison       | Aduna Padova      | definitivo |
| C        | Gloria Levorin     | Fratte            | definitivo |
| S        | Martina Povolo     | Fratte            | definitivo |

## Risultati

### Serie A2

#### Girone di andata
| 1ª giornata - 8 ottobre 2017 PalaCollodi, Montecchio Maggiore                     | Montecchio Maggiore | 0 - 3 | Olimpia Teodora       | 23-25, 20-25, 21-25               |
| 3ª giornata - 18 ottobre 2017 PalaCollodi, Montecchio Maggiore                    | Montecchio Maggiore | 3 - 0 | Hermaea               | 25-17, 25-20, 25-16               |
| 4ª giornata - 22 ottobre 2017 PalaPapini, Orvieto                                 | Zambelli Orvieto    | 3 - 1 | Montecchio Maggiore   | 17-25, 25-17, 25-13, 25-21        |
| 5ª giornata - 29 ottobre 2017 PalaCastagnaretta, Cuneo                            | Cuneo Granda        | 3 - 0 | Montecchio Maggiore   | 25-23, 25-21, 25-20               |
| 6ª giornata - 1º novembre 2017 PalaCollodi, Montecchio Maggiore                   | Montecchio Maggiore | 3 - 2 | Due Principati        | 12-25, 30-28, 21-25, 25-10, 22-20 |
| 7ª giornata - 5 novembre 2017 PalaCollodi, Montecchio Maggiore                    | Montecchio Maggiore | 3 - 0 | VolAlto Caserta       | 25-22, 26-24, 25-19               |
| 8ª giornata - 12 novembre 2017 PalaScoppa, Soverato                               | Soverato            | 3 - 1 | Montecchio Maggiore   | 25-20, 18-25, 25-23, 29-27        |
| 9ª giornata - 19 novembre 2017 PalaCollodi, Montecchio Maggiore                   | Montecchio Maggiore | 3 - 0 | Marsala               | 25-22, 26-24, 25-23               |
| 10ª giornata - 26 novembre 2017 PalaCollodi, Montecchio Maggiore                  | Montecchio Maggiore | 3 - 1 | Wealth Planet Perugia | 21-25, 25-19, 27-25, 25-21        |
| 11ª giornata - 29 novembre 2017 PalaCollegno, Collegno                            | CUS Torino          | 3 - 0 | Montecchio Maggiore   | 25-21, 25-23, 25-23               |
| 12ª giornata - 3 dicembre 2017 PalaCollodi, Montecchio Maggiore                   | Montecchio Maggiore | 3 - 2 | Mondovì               | 25-22, 17-25, 25-27, 25-21, 15-13 |
| 13ª giornata - 10 dicembre 2017 PalaMaddalene, Chieri                             | Chieri '76          | 3 - 0 | Montecchio Maggiore   | 25-18, 25-23, 25-19               |
| 14ª giornata - 13 dicembre 2017 Palazzetto dello Sport, San Giovanni in Marignano | Adolfo Consolini    | 3 - 1 | Montecchio Maggiore   | 25-19, 18-25, 25-18, 25-16        |
| 15ª giornata - 17 dicembre 2017 PalaCollodi, Montecchio Maggiore                  | Montecchio Maggiore | 0 - 3 | Millenium Brescia     | 11-25, 12-25, 23-25               |
| 16ª giornata - 26 dicembre 2017 PalaCollodi, Montecchio Maggiore                  | Montecchio Maggiore | 1 - 3 | Trentino Rosa         | 25-23, 24-26, 18-25, 19-25        |
| 17ª giornata - 30 dicembre 2017 Centro Pavesi, Milano                             | Club Italia         | 3 - 0 | Montecchio Maggiore   | 25-21, 25-19, 25-16               |

#### Girone di ritorno
| 18ª giornata - 6 gennaio 2018 PalaCosta, Ravenna                 | Olimpia Teodora       | 3 - 2 | Montecchio Maggiore | 23-25, 25-23, 20-25, 25-23, 15-8  |
| 20ª giornata - 17 gennaio 2018 Geopalace, Olbia                  | Hermaea               | 2 - 3 | Montecchio Maggiore | 25-18, 20-25, 22-25, 26-24, 10-15 |
| 21ª giornata - 21 gennaio 2018 PalaCollodi, Montecchio Maggiore  | Montecchio Maggiore   | 1 - 3 | Zambelli Orvieto    | 15-25, 25-23, 22-25, 21-25        |
| 22ª giornata - 28 gennaio 2018 PalaCollodi, Montecchio Maggiore  | Montecchio Maggiore   | 1 - 3 | Cuneo Granda        | 23-25, 28-26, 14-25, 15-25        |
| 23ª giornata - 4 febbraio 2018 PalaCapriglia, Pellezzano         | Due Principati        | 3 - 0 | Montecchio Maggiore | 25-16, 25-17, 25-22               |
| 24ª giornata - 11 febbraio 2018 Palazzetto dello Sport, Caserta  | VolAlto Caserta       | 3 - 2 | Montecchio Maggiore | 22-25, 27-25, 25-21, 14-25, 15-7  |
| 25ª giornata - 21 febbraio 2018 PalaCollodi, Montecchio Maggiore | Montecchio Maggiore   | 0 - 3 | Soverato            | 17-25, 17-25, 20-25               |
| 26ª giornata - 25 febbraio 2018 PalaBellina, Marsala             | Marsala               | 3 - 1 | Montecchio Maggiore | 22-25, 25-17, 25-23, 26-24        |
| 27ª giornata - 3 marzo 2018 PalaEvangelisti, Perugia             | Wealth Planet Perugia | 2 - 3 | Montecchio Maggiore | 22-25, 25-14, 25-13, 21-25, 13-15 |
| 28ª giornata - 7 marzo 2018 PalaCollodi, Montecchio Maggiore     | Montecchio Maggiore   | 1 - 3 | CUS Torino          | 19-25, 29-27, 16-25, 18-25        |
| 29ª giornata - 11 marzo 2018 PalaManera, Mondovì                 | Mondovì               | 1 - 3 | Montecchio Maggiore | 24-26, 25-13, 18-25, 24-26        |
| 30ª giornata - 18 marzo 2018 PalaCollodi, Montecchio Maggiore    | Montecchio Maggiore   | 0 - 3 | Chieri '76          | 23-25, 22-25, 26-28               |
| 31ª giornata - 21 marzo 2018 PalaCollodi, Montecchio Maggiore    | Montecchio Maggiore   | 0 - 3 | Adolfo Consolini    | 21-25, 18-25, 12-25               |
| 32ª giornata - 25 marzo 2018 PalaGeorge, Montichiari             | Millenium Brescia     | 3 - 0 | Montecchio Maggiore | 25-18, 25-19, 25-13               |
| 33ª giornata - 2 aprile 2018 PalaSanbapolis, Trento              | Trentino Rosa         | 3 - 0 | Montecchio Maggiore | 25-18, 25-16, 25-19               |
| 34ª giornata - 8 aprile 2018 PalaCollodi, Montecchio Maggiore    | Montecchio Maggiore   | 0 - 3 | Club Italia         | 23-25, 28-30, 23-25               |

## Statistiche

### Statistiche di squadra
| Competizione | Punti | In casa | In casa | In casa | In trasferta | In trasferta | In trasferta | Totale | Totale | Totale |
| Competizione | Punti | G       | V       | P       | G            | V            | P            | G      | V      | P      |
| ------------ | ----- | ------- | ------- | ------- | ------------ | ------------ | ------------ | ------ | ------ | ------ |
| Serie A2     | 25    | 16      | 6       | 10      | 16           | 3            | 13           | 32     | 9      | 23     |
| Totale       | -     | 16      | 6       | 10      | 16           | 3            | 13           | 32     | 9      | 23     |

G = partite giocate; V = partite vinte; P = partite perse

### Statistiche dei giocatori
| Giocatore    | Serie A2 | Serie A2 | Serie A2 | Serie A2 | Serie A2 | Totale | Totale | Totale | Totale | Totale |
| Giocatore    | P        | PT       | AV       | MV       | BV       | P      | PT     | AV     | MV     | BV     |
| ------------ | -------- | -------- | -------- | -------- | -------- | ------ | ------ | ------ | ------ | ------ |
| L. Bovo      | 28       | 169      | 118      | 42       | 9        | 28     | 169    | 118    | 42     | 9      |
| F. Brutti    | 30       | 266      | 201      | 52       | 13       | 30     | 266    | 201    | 52     | 13     |
| M. Fiocco    | 24       | 107      | 74       | 25       | 8        | 24     | 107    | 74     | 25     | 8      |
| G. Fontana   | 16       | 2        | 0        | 0        | 2        | 16     | 2      | 0      | 0      | 2      |
| B. Giroldi   | 32       | 34       | 12       | 2        | 20       | 32     | 34     | 12     | 2      | 20     |
| I. Gomiero   | 23       | 229      | 191      | 19       | 19       | 23     | 229    | 191    | 19     | 19     |
| D. Kosareva  | 32       | 207      | 171      | 18       | 18       | 32     | 207    | 171    | 18     | 18     |
| D. Lucchetti | 30       | 85       | 77       | 3        | 5        | 30     | 85     | 77     | 3      | 5      |
| G. Marcolina | 31       | 271      | 230      | 26       | 15       | 31     | 271    | 230    | 26     | 15     |
| A. Pamio     | 32       | 320      | 286      | 18       | 16       | 32     | 320    | 286    | 18     | 16     |
| Y. Pericati  | 30       | 0        | 0        | 0        | 0        | 30     | 0      | 0      | 0      | 0      |
| M. Stocco    | 32       | 23       | 4        | 10       | 9        | 32     | 23     | 4      | 10     | 9      |

P = presenze; PT = punti totali; AV = attacchi vincenti; MV = muri vincenti; BV = battute vincenti